# Anneau national de patinage de vitesse de Pékin
L'Anneau national de patinage de vitesse (en chinois : 国家速滑館) de Pékin est le seul site de compétition majeur qui sera construit à Pékin pour les Jeux olympiques d'hiver de 2022. Il sera construit au nord de la partie centrale du Parc olympique à l'emplacement du site temporaire de hockey des Jeux olympiques de 2008.
L’Anneau national de patinage de vitesse sera le site des compétitions de patinage de vitesse. Il pourra accueillir 12 000 spectateurs (6800 permanents et 5200 temporaires pour les Jeux).
L'Anneau a été conçu par le cabinet d'architecture Populous et l’Institut de conception architecturale de Pékin. Sa construction a commencé à la mi 2017 et il devrait être achevé en 2019, les premières compétitions s'y déroulant en 2020. Surnommé « The Ice Ribbon » (Le ruban de glace), l’anneau a son périmètre extérieur recouvert de 32 rubans de lumière qui courent autour de lui, sur toute la hauteur de la façade soit 31,6 mètres. Les rubans lumineux permettront de nombreux jeux de lumière pendant les périodes nocturnes.